# Citrogramma clarum
Citrogramma clarum är en tvåvingeart som först beskrevs av Herve-bazin 1923.  Citrogramma clarum ingår i släktet Citrogramma och familjen blomflugor. Inga underarter finns listade i Catalogue of Life.